# Neoathyreus antennatus
Neoathyreus antennatus là một loài bọ cánh cứng trong họ Geotrupidae. Loài này được Howden miêu tả khoa học năm 2006.